# Trận Afsluitdijk
Trận Afsluitdijk là một nỗ lực không thành công của quân đội Đức Quốc xã trong việc chiếm lấy con đường Afsluitdijk của Hà Lan vào tháng 5 năm 1940, trong chiến tranh thế giới thứ hai. Nếu người Đức chiếm được con đường đê này, họ có thể tấn công Noord-Holland từ hướng bắc. Chỉ huy quân Hà Lan là đại úy Christiaan Boers còn bên phía Đức là tướng Kurt Feldt.